# Campodarsego
Campodarsego é uma comuna italiana da região do Vêneto, província de Pádua, com cerca de 11.471 habitantes. Estende-se por uma área de 25 km², tendo uma densidade populacional de 459 hab/km². Faz fronteira com Borgoricco, Cadoneghe, San Giorgio delle Pertiche, Vigodarzere, Vigonza, Villanova di Camposampiero.

## Demografia
| Variação demográfica do município entre 1861 e 2011                               |
|                                                                                   |
| Fonte: Istituto Nazionale di Statistica (ISTAT) - Elaboração gráfica da Wikipedia |